# ریش آبی (فیلم ۱۹۷۲)
ریش آبی (به انگلیسی: Bluebeard) یک فیلم سینمایی در ژانر درام جنایی و دلهره‌آور محصول مشترک ایتالیا، فرانسه و آلمان غربی که در سال ۱۹۷۲ میلادی به کارگردانی ادوارد دمیتریک اکران شد.

## بازیگران
- ریچارد برتون در نقش بارون فون سپپر
- راکل ولچ در نقش مگدالنا
- ویرنا لیسی در نقش الگا
- جوی هدرتون
- ناتالی دلون در نقش اریکا
- ماریلو تولو
- کارین شوبرت در نقش گرتا
- آگوستینا بل در نقش کارولین
- سیبیل دانینگ در نقش روسپی
- ژان لوفور در نقش پدر گرتا[۴][۲][۵][۶][۷][۸][۹][۱۰]